# Actinotia intermedia
Actinotia intermedia är en fjärilsart som beskrevs av Bremer 1864. Actinotia intermedia ingår i släktet Actinotia och familjen nattflyn. Inga underarter finns listade i Catalogue of Life.